# Podospora inquinata
Podospora inquinata är en svampart som beskrevs av Udagawa & S. Ueda 1985. Podospora inquinata ingår i släktet Podospora och familjen Lasiosphaeriaceae.   Inga underarter finns listade i Catalogue of Life.